# Lyliana Chávez
Lyliana Chávez Chávez  (Ciudad de México , 1985), artista multidisciplinaria y activista.

## Vida
De 2010 a 2013, fue integrante del grupo, “Las Sucias”, colectiva feminista de intervención callejera. Ha participado de manera colectiva con artistas para la autogestión como apuesta de vida digna.
Actualmente su trabajo creativo versa en torno a la reflexión de lo que implican los encuentros de unxs con otrxs. Tiene formación en artes plásticas, gestión cultural, performance y la vida misma. Considera la labor de tallerista una forma de intercambiar y retroalimentar conocimientos, movimientos, afectos.
Ha tomado talleres de performance en la Escuela Nacional de Artes Plásticas y la Facultad de Arquitectura de la Universidad Nacional Autónoma de México, así mismo ha hecho estudios en Gestión Cultural y Artes Visuales.

## Obra
En su obra se destaca el activismo social en pro del movimiento lésbico.

### Talleres
"LesbianArte, primer festival y encuentro de arte y activismo lésbico", 19 al 27 de abril de 2013 en la Ciudad de México
"Arte en movimiento". Curso-taller de performance, 20 de julio de 2015, Ciudad de México

### Exposiciones colectivas
“Mujeres ¿y qué más?: reactivando el Archivo Ana Victoria Jiménez", 28 de marzo de 2011.
"Tianguis de C.A.C.A.O" , 19 al 24 de noviembre, Museo Universitario del Chopo del 19 al 24 de noviembre.
“EstacionARTE”, 2.ª muestra itinerante de arte contemporáneo, 25 al 29 de abril de 2007.
Exposición colectiva de pintura, llevada a cabo en la Estación Chabacano(METRO), año 2004.
"1 a antítesis de Subasta" y "Tierras sueltas" organizadas por "Galería de Bolsillo" del proyecto “Arte y Cultura” de "La Verdaloga", 2006.

### Otros
"¡A toda madre!", De archivos y redes, 2 de noviembre de 2012.
"Identidades y políticas lésbico feministas; su relación con procesos creativos. Aproximaciones a un sucio caso". Tesis de licenciatura Colegio de Arte y Cultura/ Estudios y Gestión de la Cultura, Universidad del Claustro de Sor Juana, 2013.